# USS Enterprise NCC-1701-E
USS Enterprise NCC-1701E is een fictief ruimteschip uit het Star Trek universum. Het schip was te zien in de speelfilms Star Trek: First Contact, Star Trek: Insurrection en Star Trek: Nemesis.
De USS Enterprise NCC-1701E was een Sovereign-klasse ruimteschip van Starfleet, de ruimtevloot van de Verenigde Federatie van Planeten. Ze werd gebouwd op de San Francisco ruimtewerven, was gereed in 2371 en werd op stardate 49827.5 (2372) in gebruik genomen. De Enterprise was het tweede schip in de Sovereign-klasse, na het prototype USS Sovereign NX-74222.

## Missies
- 2373 Tijdens de tweede Borg invasie werd de Enterprise-E naar de grens tussen de Federatie en het Romulaanse Rijk gestuurd, omdat Starfleet niet helemaal zeker was van kapitein Picard, die tijdens de eerste Borg invasie door de Borg ontvoerd en geassimileerd was. Nadat Picard hoorde dat de Federatie aan de verliezende hand was, besloot hij zijn orders te negeren en koers te zetten naar Aarde. Dankzij de Enterprise kon de Borg kubus worden vernietigd, maar niet nadat deze een Borg bol richting Aarde had gelanceerd. De bol ging terug in de tijd, waarna de Enterprise-bemanning de Aarde zag veranderen in een vervuilde en intensief bebouwde planeet. Na een scan van de planeet gaf Data de volgende informatie: "Populatie ongeveer negen miljard... allen Borg." Het was duidelijk dat de Borg bol het verleden had veranderd, dus vloog de Enterprise recht in de door de Borg gegenereerde tijdmaalstroom om het verleden te herstellen. Het schip kwam terecht in het jaar 2063.
- 2063 Hier bleken de Borg de lanceerinstallatie van Zefram Cochrane's Phoenix ruimteschip te hebben beschoten. De Phoenix zou het eerste Warp ruimteschip van de Aarde worden, maar als het schip niet werd gelanceerd wachtte de Aarde een toekomst zonder Warptechnologie en uiteindelijk dus een volledige assimilatie door de Borg. De Borg bol werd vernietigd en met hulp van de bemanning van de Enterprise kon de lancering toch plaatsvinden. Na een gevecht aan boord van de Enterprise met een groep stiekem overgestraalde Borgs ging de Enterprise weer terug naar 2373.
- 2375 De bemanning van de Enterprise voorkwam dat de vredige Ba'ku van hun thuiswereld werden gedeporteerd door de Son'a. Dit ras wilde de verjongende, levensverlengende en genezende kracht van de planeet voor zichzelf hebben. De Enterprise kon dit voorkomen. Tijdens een ruimtegevecht met twee Son'a kruisers werd de Enterprise weliswaar beschadigd, maar konden de vijandige schepen toch buiten gevecht worden gesteld.
- 2376 De Enterprise voerde verschillende missies in de buurt van de Aarde uit.
- ±2379 Na de oorlog met de Dominion werd de Enterprise verbouwd, waarbij de bewapening fors werd uitgebreid en er bovendien 5 dekken werden toegevoegd.
- 2379 De Enterprise werd betrokken bij interne strubbelingen in het Romulaanse Rijk. Shinzon, een kloon van Picard had samen met de Remans de Romulaanse senaat uitgemoord en zelf de macht overgenomen. Uiteindelijk werd de Enterprise zwaar beschadigd in het gevecht met Shinzon's schip 'Scimitar'. Het moest uiteindelijk door de USS Hemingway worden weggesleept.

## Bemanning
De Enterprise-E was de vervanging voor de USS Enterprise NCC-1701D, die een jaar eerder verwoest werd en had vrijwel dezelfde bemanning.
- Kapitein Jean-Luc Picard
- Commander William T. Riker
- Commander Beverly Crusher
- Commander Deanna Troi
- Commander Martin Madden
- Lt. Commander Data
- Lt. Commander Geordi La Forge
- Lt. Commander Worf
- Lt. Reginald Barclay
- Lt. Paul Porter
- Lt. Curtis
- Lt. Daniels
- Lt. Eiger
- Lt. Hawk
- Lt. Branson
- Ensign Kell Perim
- Ensign Kellogg
- Ensign Jae
- Alyssa Ogawa
- Guinan

## Technische informatie
De Enterprise-E is ongeveer 685 meter lang, heeft 29 dekken (24+5 toegevoegd in 2379) en kan net als voorganger Enterprise-D de schotel afkoppelen.
- Lengte: 685,3 m
- Maximale breedte: 250,6 m
- Hoogte: 88,2 m
- Gewicht: 3.205.000 ton
- Bemanning: 855 Personen
- Kruissnelheid: Warp 6
- Maximumsnelheid: Warp 9,7
- Versnelling 0 -Warp 1,0: 7,34 sec.
- Versnelling Warp 1-Warp 4,0: 0,62 Sec.
- Versnelling Warp 4-Warp 6,0: 0,54 Sec.
- Versnelling Warp 6-Warp 9,7: 3,96 Sec.

Naast de standaard korte-afstandstransportshuttles heeft de Enterprise ook een multifunctionele shuttle. Deze heet 'Argo' en heeft onder andere een landverkenningsvoertuig aan boord. Verder heeft het schip een kapiteinsjacht met warpmotor, dat 'Cousteau' heet.
De Enterprise heeft 16 type-8 phaser arrays (12+4 toegevoegd in 2379). Ook heeft ze 10 torpedo-lanceerinstallaties (5+5 toegevoegd in 2379). Ze heeft zowel de standaard fotontorpedo's als de nieuwe kwantumtorpedo's aan boord.
De Enterprise is ook uitgerust met een Emergency Medical Hologram.